# ناتاليا كويل
ناتاليا كويل (بالإنجليزية: Natalya Coyle)‏ هي رياضية خماسي أيرلندية، ولدت في 11 ديسمبر 1990 في دبلن في جمهورية أيرلندا.

## وصلات خارجية
- ناتاليا كويل على موقع الاتحاد الدولي للخماسي الحديث (الإنجليزية)
- ناتاليا كويل على موقع أوليمبيديا (الإنجليزية)